# بعثة مراقبي الأمم المتحدة في سيراليون
بعثة مراقبي الأمم المتحدة في سيراليون (UNOMSIL) هي إحدى بعثات حفظ السلام التابعة للأمم المتحدة في سيراليون في الفترة من 1998 إلى 1999، وقد تم إنشاؤها مع صدور قرار مجلس الأمن التابع للأمم المتحدة رقم 1181. كانت مهمتها مراقبة الوضع العسكري والأمني في سيراليون. تم إنهاء البعثة في أكتوبر 1999، عندما سمح مجلس الأمن بنشر عملية حفظ سلام جديدة واسعة النطاق تحت اسم بعثة الأمم المتحدة في سيراليون.

## التكلفة المالية
```
بلغت التكلفة الإجمالية المقدرة لهذه البعثة 53.6 مليون دولار ، قبل أن تحل محلها بعثة الأمم المتحدة في سيراليون.
[
3
]
```

| من 13 يوليو 1998 إلى 30 يونيو 1999 | $12.9 مليون |
| من 1 يوليو 1999 إلى 30 يونيو 2000  | $40.7 مليون |

## أعضاء البعثة
قدمت البلدان التالية أفرادا نظاميين:
| بنغلاديش | بوليفيا | الصين   | كرواتيا         | جمهورية التشيك | الدنمارك   | مصر       |
| فرنسا    | غامبيا  | الهند   | إندونيسيا       | الأردن         | كينيا      | قرغيزستان |
| ماليزيا  | ناميبيا | نيبال   | نيوزيلندا       | النرويج        | باكستان    | الفلبين   |
| روسيا    | السويد  | تايلاند | المملكة المتحدة | تنزانيا        | الأوروغواي | زامبيا    |